# Стілекум (Вашингтон)
Стілекум (англ. Steilacoom) — місто (англ. town) в США, в окрузі Пірс штату Вашингтон. Населення — 6727 осіб (2020).

## Географія
Стілекум розташований за координатами 47°10′14″ пн. ш. 122°35′33″ зх. д. / 47.17056° пн. ш. 122.59250° зх. д. (47.170611, -122.592453).  За даними Бюро перепису населення США в 2010 році місто мало площу 5,37 км², з яких 5,28 км² — суходіл та 0,08 км² — водойми.

## Демографія
Згідно з переписом 2010 року, у місті мешкало 5985 осіб у 2559 домогосподарствах у складі 1715 родин. Густота населення становила 1115 осіб/км².  Було 2793 помешкання (520/км²).
Расовий склад населення:
| - 77,1 % — білих - 7,3 % — азіатів - 4,7 % — чорних або афроамериканців - 1,4 % — вихідців з тихоокеанських островів - 0,7 % — корінних американців - 1,5 % — осіб інших рас |

До двох чи більше рас належало 7,3 %. Частка іспаномовних становила 6,7 % від усіх жителів.
За віковим діапазоном населення розподілялося таким чином: 20,3 % — особи молодші 18 років, 62,3 % — особи у віці 18—64 років, 17,4 % — особи у віці 65 років та старші. Медіана віку мешканця становила 42,4 року. На 100 осіб жіночої статі у місті припадало 93,6 чоловіків;  на 100 жінок у віці від 18 років та старших — 89,9 чоловіків також старших 18 років.
Середній дохід на одне домашнє господарство  становив 86 918 доларів США (медіана — 59 750), а середній дохід на одну сім'ю — 95 294 долари (медіана — 75 096). Медіана доходів становила 52 401 долар для чоловіків та 40 942 долари для жінок. За межею бідності перебувало 9,7 % осіб, у тому числі 9,1 % дітей у віці до 18 років та 0,8 % осіб у віці 65 років та старших.
Цивільне працевлаштоване населення становило 2610 осіб. Основні галузі зайнятості: освіта, охорона здоров'я та соціальна допомога — 25,6 %, публічна адміністрація — 10,4 %, роздрібна торгівля — 10,0 %, науковці, спеціалісти, менеджери — 9,9 %.